# PGC 3092152
LEDA/PGC 3092152 ist eine verschmolzene linsenförmige Galaxie vom Hubble-Typ S0 im Sternbild Sextant. Sie ist schätzungsweise 619 Millionen Lichtjahre von der Milchstraße entfernt und hat einen Durchmesser von etwa 75.000 Lichtjahren. Vom Sonnensystem aus entfernt sich das Objekt mit einer errechneten Radialgeschwindigkeit von näherungsweise 14.000 Kilometern pro Sekunde.